# Liste der Stolpersteine in Goslar
Die Liste der Stolpersteine in Goslar enthält die Stolpersteine, die im Rahmen des gleichnamigen Kunstprojekts von Gunter Demnig in Goslar verlegt wurden. Mit ihnen soll an die Opfer des Nationalsozialismus erinnert werden, die in Goslar lebten und wirkten.

## Verlegte Stolpersteine
In Goslar wurden an 15 verschiedenen Adressen 27 Stolpersteine verlegt.
| Stolperstein | Inschrift | Verlegeort               | Name, Leben |
| ------------ | --- | ------------------------ | --- |
|              | HIER WOHNTE EMMA DEUTSCH GEB. SALOMON JG. 1866 GEDEMÜTIGT / ENTRECHTET TOT 5.11.1942                                                                    | Obere Schildwache 8 ·    | Emma Deutsch, geborene Salomon (1866–1942)                                                                     |
|              | HIER WOHNTE HENNY HEILBRUNN GEB. LÖWENTHAL JG. 1895 DEPORTIERT 1943 THERESIENSTADT 1944 AUSCHWITZ ERMORDET                                              | Fischemäkerstraße 8 ·    | Henny Heilbrunn, geborene Löwenthal (1895–1944/45)                                                             |
|              | HIER WOHNTE KURT HEILBRUNN KENNETH R. CAREY JG. 1921 FLUCHT 1939 ENGLAND                                                                                | Fischemäkerstraße 8 ·    | Kurt Heilbrunn (1921-)                                                                                         |
|              | HIER WOHNTE WILLY HEILBRUNN JG. 1889 DEPORTIERT 1943 THERESIENSTADT FLUCHT IN DEN TOD 22. DEZ. 1943                                                     | Fischemäkerstraße 8 ·    | Willy Heilbrunn (1889–1943)                                                                                    |
|              | HIER WOHNTE SELMAR HOCHBERG JG. 1870 OPFER DES POGROMS BRUTAL ÜBERFALLEN IN SEINER WOHNUNG TOT AN DEN FOLGEN 11. NOV. 1938                              | Petersilienstraße 3–5 ·  | Selmar Hochberg (1870–1938)                                                                                    |
|              | HIER WOHNTE CHARLEY JACOB JG. 1890 ZWANGSARBEIT 1939 ARBEITSLAGER WENDEFURTH DEPORTIERT 1945 THERESIENSTADT BEFREIT                                     | Ludwig-Jahn-Straße 13 ·  | Charley Jacob (1890-)                                                                                          |
|              | HIER WOHNTE EMMA JACOB GEB. SCHRADER JG. 1898 AUSGEGRENZT / DRANGSALIERT ÜBERLEBT                                                                       | Ludwig-Jahn-Straße 13 ·  | Emma Jacob, geborene Schrader (1898-)                                                                          |
|              | HIER WOHNTE GERTRUD JACOB GEB. DEUTSCH JG. 1899 DEPORTIERT 1942 GHETTO WARSCHAU ERMORDET                                                                | Obere Schildwache 8 ·    | Gertrud Jacob, geborene Deutsch (1899–1942/45)                                                                 |
|              | HIER WOHNTE HANS-PETER JACOB JG. 1935 DEPORTIERT 1945 THERESIENSTADT BEFREIT                                                                            | Ludwig-Jahn-Straße 13 ·  | Hans-Peter Jacob (1935-)                                                                                       |
|              | HIER WOHNTE MANFRED JACOB JG. 1933 DEPORTIERT 1945 THERESIENSTADT BEFREIT                                                                               | Ludwig-Jahn-Straße 13 ·  | Manfred Jacob (1933-)                                                                                          |
|              | HIER WOHNTE MAX JACOB JG. 1899 ZWANGSARBEIT 1935 ARBEITSLAGER WENDEFURTH DEPORTIERT 1942 GHETTO WARSCHAU ERMORDET                                       | Obere Schildwache 8 ·    | Max Jacob (1899–1942/45)                                                                                       |
|              | HIER WOHNTE ALFRED LEBACH JG. 1891 DEPORTIERT 1943 AUSCHWITZ ERMORDET                                                                                   | Rosentorstraße 31 ·      | Alfred Lebach (1891–1943/45)                                                                                   |
|              | HIER WOHNTE ERNST LEBACH JG. 1894 DEPORTIERT 1941 GHETTO RIGA ERMORDET                                                                                  | Rosentorstraße 31 ·      | Ernst Lebach (1894–1941)                                                                                       |
|              | HIER WOHNTE HELENE LEBACH GEB. FRANK JG. 1866 DEPORTIERT 1943 THERESIENSTADT ERMORDET 1944                                                              | Rosentorstraße 31 ·      | Helene Lebach, geborene Frank (1866–1944)                                                                      |
|              | HIER WOHNTE KURT LEBACH JG. 1902 'SCHUTZHAFT' 1936 KZ BUCHENWALD DEPORTIERT 1942 THERESIENSTADT 1944 AUSCHWITZ ERMORDET                                 | Rosentorstraße 31 ·      | Kurt Lebach (1902–1944/45)                                                                                     |
|              | HIER WOHNTE LUCIE LEBACH JG. 1900 FLUCHT 1939 ENGLAND ÜBERLEBT                                                                                          | Rosentorstraße 31 ·      | Lucie Lebach (1900-)                                                                                           |
|              | HIER WOHNTE DAGOBERT LEVY JG. 1889 DEPORTIERT 1945 THERESIENSTADT BEFREIT                                                                               | Kornstraße 7 ·           | Dagobert Levy (1889-)                                                                                          |
|              | HIER WOHNTE MARGARETE LEVY JG. 1893 'MISCHEHE' AUSGEGRENZT / DRANGSALIERT                                                                               | Kornstraße 7 ·           | Margarete Levy (1893-)                                                                                         |
|              | HIER WOHNTE RICHARD LÖWENTHAL JG. 1862 DEPORTIERT 1943 THERESIENSTADT ERMORDET 12.4.1943                                                                | Fischemäkerstraße 8 ·    | Richard Löwenthal (1862–1943)                                                                                  |
|              | HIER WOHNTE LOUIS MEYER JG. 1889 ZWANGSARBEIT 1939 ARBEITSLAGER RASTDORF WENDEFURTH DEPORTIERT 1945 THERESIENSTADT BEFREIT                              | Kornstraße 96 ·          | Louis Meyer (1889-)                                                                                            |
|              | HIER WOHNTE/ARBEITETE JOSEF SCHACKER JG. 1895 INHAFTIERT 1938 ZWANGSARBEIT 1941 LIEBENAU, WÜLZBURG BEFREIT                                              | Breite Straße 58 ·       | Josef Schacker (1895-)                                                                                         |
|              | HIER WOHNTE INGEBURG BOEGLEN JG. 1930 EINGEWIESEN 1942 HEILANSTALT NEUERKERODE 1943 UCHTSPRINGE ERMORDET 15.4.1944                                      | Wohldenbergerstraße 20 · | Ingeburg Boeglen (1930–1944)                                                                                   |
|              | HIER WOHNTE FRIEDRICH OSTHEEREN JG. 1880 POLIZEI-OBERINSPEKTOR ZWANGSBEURLAUBT 1933 VON SA BRUTAL MISSHANDELT AM 29.7.1933 TOT AN DEN FOLGEN 17.4.1934  | Petersilienstraße 17 ·   | Friedrich Ostheeren (1880–1934)                                                                                |
|              | HIER WOHNTE ANNA KÖNIG GEB. PAULMANN JG. 1888 MEHRMALS EINGEWIESEN HEILANSTALT HILDESHEIM ’VERLEGT’ 10.6.1941 HADAMAR ERMORDET 10.6.1941 ’AKTION T4’    | Petersilienstraße 13 ·   | Anna König, geborene Paulmann (1888–1941)                                                                      |
|              | HIER WOHNTE KAPLAN JOHANNES JÄGER JG. 1913 VERHAFTET 1941 KZ DACHAU ENTLASSEN 29.3.1945                                                                 | Zehntstraße 18 ·         | Johannes Jäger (1913-) Ein weiterer Stolperstein zur Erinnerung an Johannes Jäger wurde in Hildesheim verlegt. |
|              | HIER WOHNTE AUGUSTE MÜLLER GEB. THEUERKAUF JG. 1884 EINGEWIESEN 1936 HEILANSTALT HILDESHEIM 'VERLEGT' 10.6.1941 HADAMAR ERMORDET 10.6.1941 'AKTION T4'  | Worthsatenwinkel 1 ·     | Auguste Müller, geborene Theuerkauf (1884–1941)                                                                |
|              | HIER WOHNTE HERMANN KASSEBAUM JG. 1901 MEHRMALS EINGEWIESEN HEILANSTALT HILDESHEIM ’VERLEGT’ 28.4.1941 PIRNA-SONNENSTEIN ERMORDET 28.4.1941 ’AKTION T4’ | Von-Garßen-Straße 6 ·    | Hermann Kassebaum (1901–1941)                                                                                  |

## Verlegedaten
- 12. Oktober 2021: Ludwig-Jahn-Straße 13, Obere Schildwache 8[12]
- 21. Juni 2023: Fischemäkerstraße 8, Kornstraße 7 und 96, Petersilienstraße 3/4, Rosentorstraße 31[13]
- 25. Juni 2025: Breite Straße. 58, Wohldenbergerstraße 20, Petersilienstraße 13 und 17, Zehntstraße 18, Worthsatenwinkel 1, Von-Garßen-Straße 6[14]